# Garra makiensis
Garra makiensis är en fiskart som först beskrevs av Boulenger, 1904.  Garra makiensis ingår i släktet Garra och familjen karpfiskar. IUCN kategoriserar arten globalt som livskraftig. Inga underarter finns listade i Catalogue of Life.